# Vijay Balasubramanian
Vijay Balasubramanian (Bombay, 1969) es un físico teórico y educador indio radicado en Estados Unidos. Se desempeña como catedrático Cathy y Marc Lasry de física y astronomía en la Universidad de Pensilvania. Ha realizado investigaciones en teoría de cuerdas, teoría cuántica de campos y biofísica (especialmente neurociencia teórica y computacional). También ha trabajado en problemas de inferencia estadística y aprendizaje automático.

## Biografía

### Primeros años
Nació en Bombay, y pasó su infancia en diversas ciudades del país. Más tarde, su familia se mudó a Yakarta, Indonesia, donde asistió a la Escuela Internacional de Yakarta (JIS). Después de graduarse de JIS, se mudó a Estados Unidos y asistió al Instituto de Tecnología de Massachusetts (MIT), donde obtuvo una licenciatura en física y ciencias de la computación y una maestría en ciencias de la computación. Mientras estudiaba en el MIT, trabajó en el CERN y en el Centro de Investigación Xerox Palo Alto (Xerox PARC). Por este trabajo en Xerox PARC, recibió dos patentes en reconocimiento de voz.
Completó sus estudios de doctorado en la Universidad de Princeton, donde recibió un doctorado en física en 1997 bajo la supervisión de Curtis Callan. Luego se trasladó a la Universidad de Harvard como miembro junior de la Sociedad de Becarios de Harvard.

### Carrera
Desde 2000, ha sido profesor en la Universidad de Pensilvania, donde actualmente ocupa la Cátedra de física Cathy y Marc Lasry y donde tiene un puesto secundario en el Departamento de Neurociencia. En 2013, cofundó la Iniciativa de Neurociencia Computacional en Penn.
En octubre de 2021, fue orador destacado en la serie documental de Netflix En pocas palabras, en el episodio "Time". En 2022, la revista Quanta lo presentó en un artículo y lo describió como un "erudito propenso a saltar de la teoría de cuerdas a Proust en mitad de una conversación". En 2023, el diario en catalán de Barcelona, Ara, lo presentó en un artículo en el que discutía los poderes y límites relativos del cerebro humano y de la Inteligencia Artificial, y lo que la física puede aportar al estudio de la neurociencia teórica y computacional.

## Premios y honores
En 2005, ganó el primer premio en el concurso de ensayos de la Gravity Research Foundation, junto a Don Marolf y Moshe Rozali por un ensayo sobre la "Recuperación de información de los agujeros negros". En 2006, ganó el Premio Ira H. Abrams a la Enseñanza Distinguida, otorgado por la Facultad de Artes y Ciencias de la Universidad de Pensilvania. En 2012-13 ganó una beca de la Fundación Pierre-Gilles de Gennes, que ocupó en la Escuela Normal Superior (ENS) en París, Francia. En 2015, formó parte del equipo internacional de teóricos de cuerdas, informáticos y teóricos de la información cuántica que ganó una importante subvención de la Fundación Simons en Nueva York para investigar el surgimiento del tejido del espacio-tiempo a partir de la información. Su proyecto se titula "It from Qubit: Simons Collaboration on Quantum Fields, Gravity and Information".
En 201 fue elegido miembro de la Sociedad Estadounidense de Física, por sus "contribuciones fundamentales para aclarar el rompecabezas de la información de los agujeros negros y la termodinámica de los agujeros negros a través del trabajo sobre la dualidad de la gravedad cuántica y la teoría cuántica de campos, y sobre la microscopía de los agujeros negros en las teorías de la gravedad cuántica".